# Бандіагара
Нагір'я Бандіагара — пам'ятка природи, розташована в області Мопті Малі. Бандіагара — це стрімчасте пісковикове плато з унікальною скельною архітектурою, що включає житла, зерносховища, вівтарі, святилища та місця для суспільних зібрань (тогу на). Унікальний ландшафт в сукупності з етнографічної та археологічною цінністю роблять нагір'я Бандіагара одним з найзначущіших місць у всій Західній Африці. З 1989 року — об'єкт світової спадщини ЮНЕСКО.
Пісковикові скелі мають висоту близько 500 м і протяжність приблизно 150 км. Останнім часом ця територія населена догонами, до яких тут мешкали племена Теллем та Толой, що залишили після себе деякі споруди.

## Географія
Абсолютна висота Бандіагари варіюється від 518 м поблизу села Санга до 777 м (Маунт-Бамба) на північному сході. Територія, що перебуває під охороною, складається з трьох основних геоморфологічних об'єктів: плато Бандіагара, скелі (нагір'я) Бандіагара та рівнина Сено. Скелі та плато простягаються за межами території, що охороняється, до гір Моссі-Массіф, які відділяють рівнину Сено від нижніх болотистих територій внутрішньої дельти Нігера. Скелі складаються переважно з пісковика кембрійського та ордовицького періодів та вирізняються різноманітністю форм. Плато Бандіагара має велику кількість печер та западин, з'єднаних між собою тунелями.
Скелі протягаются на відстань 150 км у напрямку з південного заходу на північний схід від Дуентзи на півдні до Уо на півночі. Їхня висота варіюється від 100 м на півдні до 500 м на півночі.

## Історія
Регіон є одним з основних центрів культури догонів, що багата на давні традиції, ритуали, мистецтво та фольклор. Арехеологічні артефакти свідчать про присутність у цьому районі людини принаймні протягом останньої тисячі років, хоча догони заселяють територію лише з XIV-XV століть.
Раніше на території проживали племена Теллем, які пізніше були витіснені догонами. Від племен Теллем залишилися чимало залишків їхніх поселень, вирізаних у скелях. У XIV столітті на територію Бандіагари прийшли племена догонів, які поширилися на плато, нагір'ю та рівнинах Сено і Гондо. Існує версія, що під час французької експансії догони могли уникати колонізаторів завдяки системі тунелів Бандіагара, про яку крім них нікому не було відомо.
1989 року нагір'я Бандіагара (земля догонів) було занесене до списку об'єктів світової спадщини ЮНЕСКО.

## Галерея

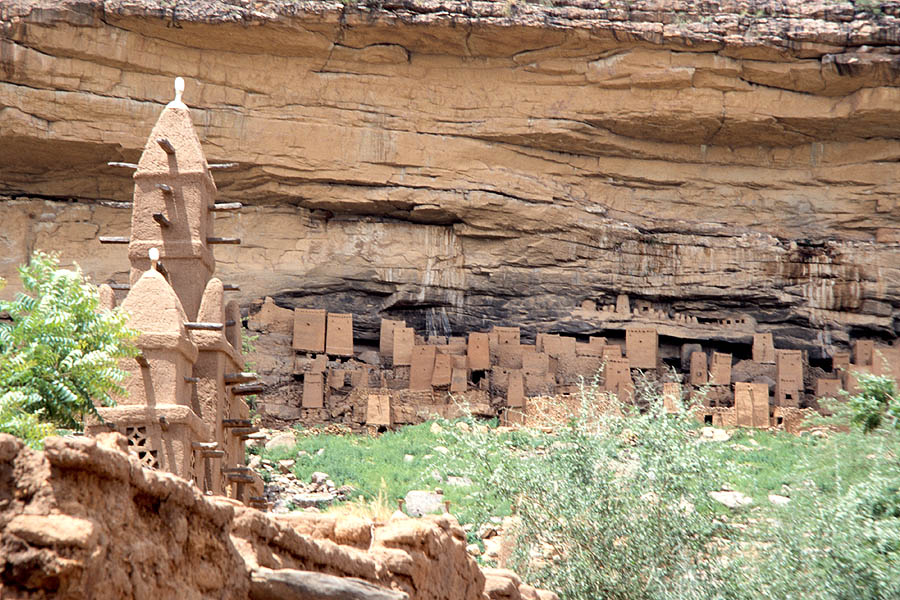
Залишки поселення народу Теллем (на задньому плані) та мечеть сучасних догонів (на передньому плані)
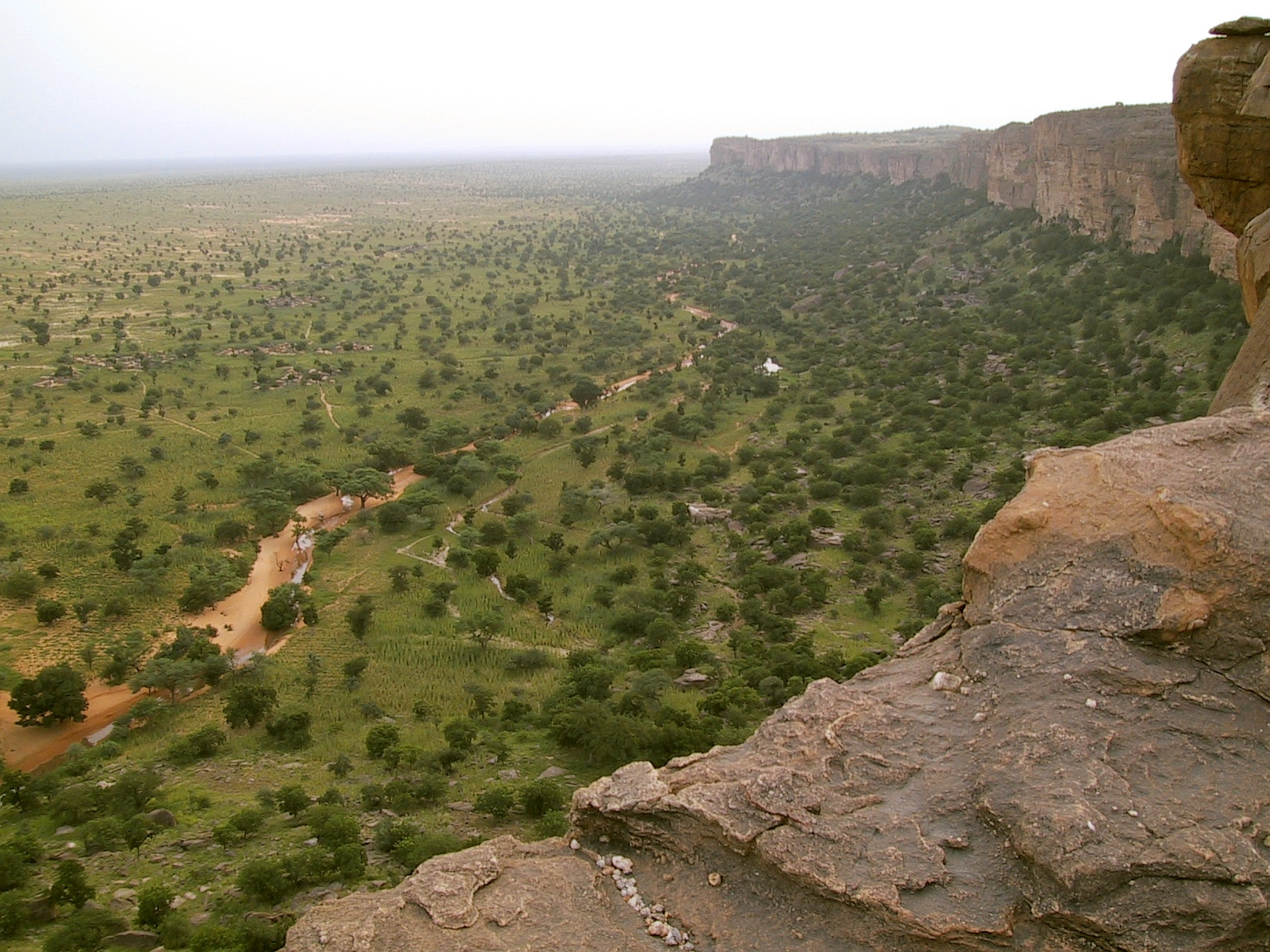
Вид у напрямку на південь
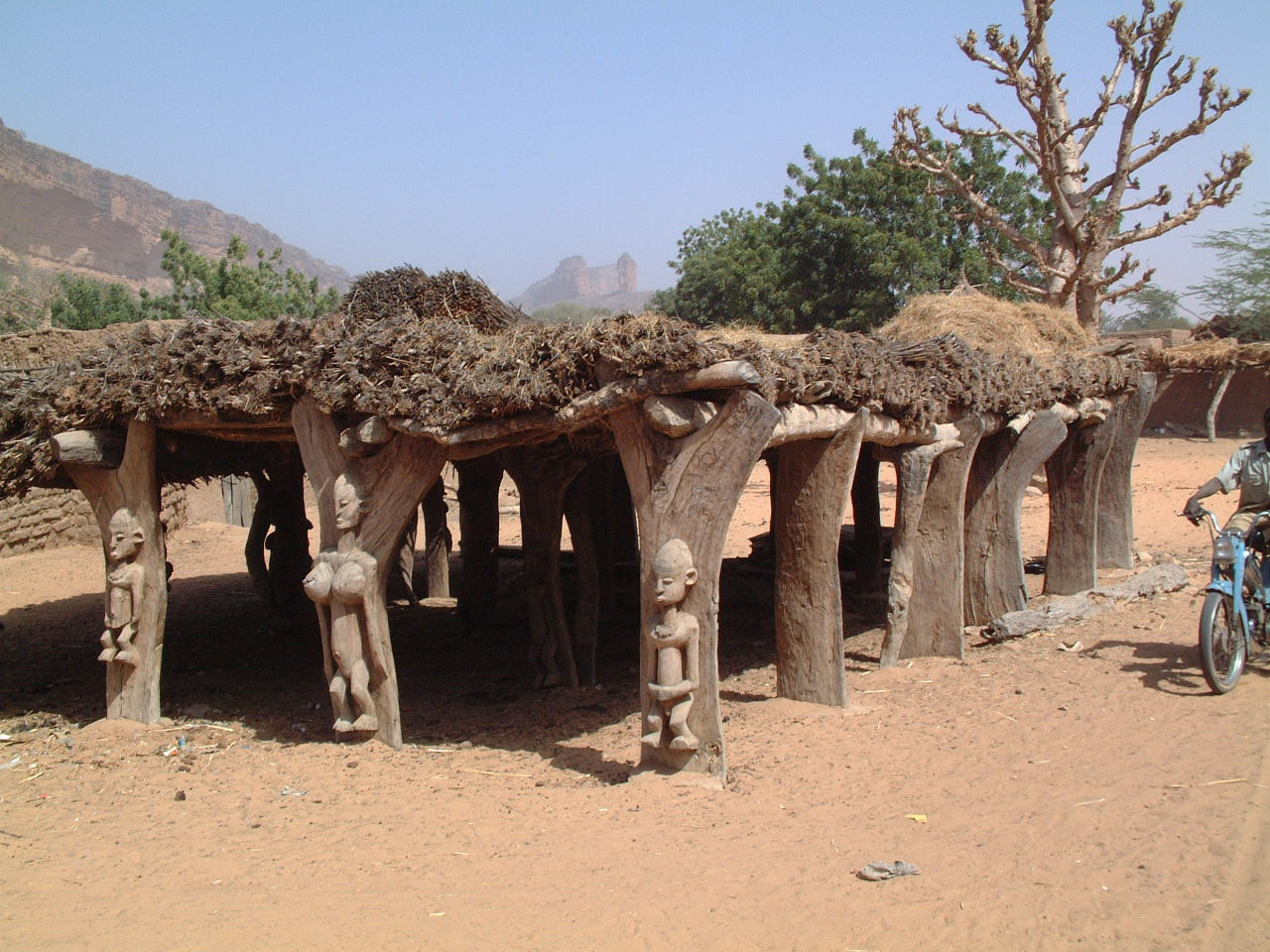
Традиційна споруда догонів «тогуна» в селі Енде.
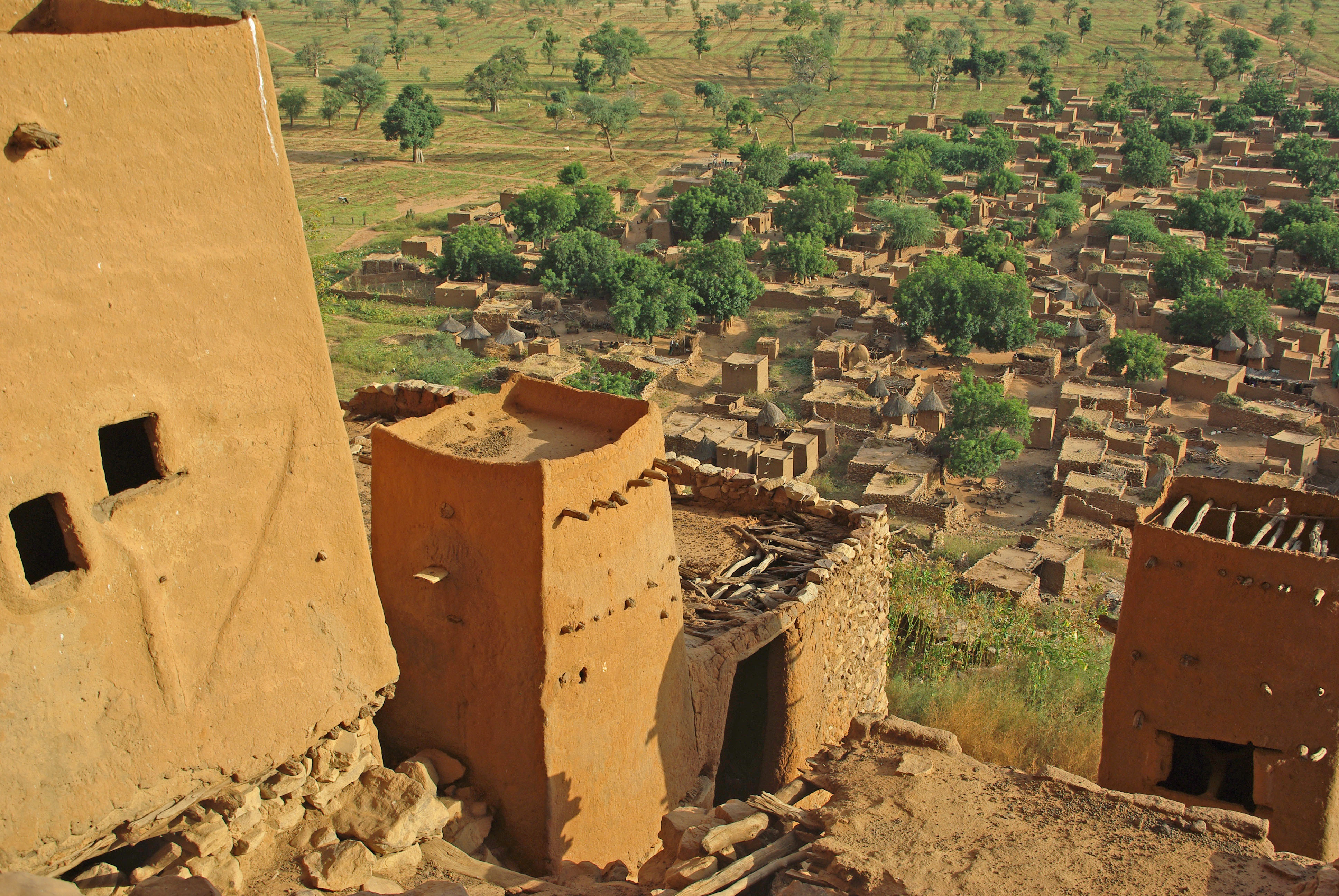
Догонське село
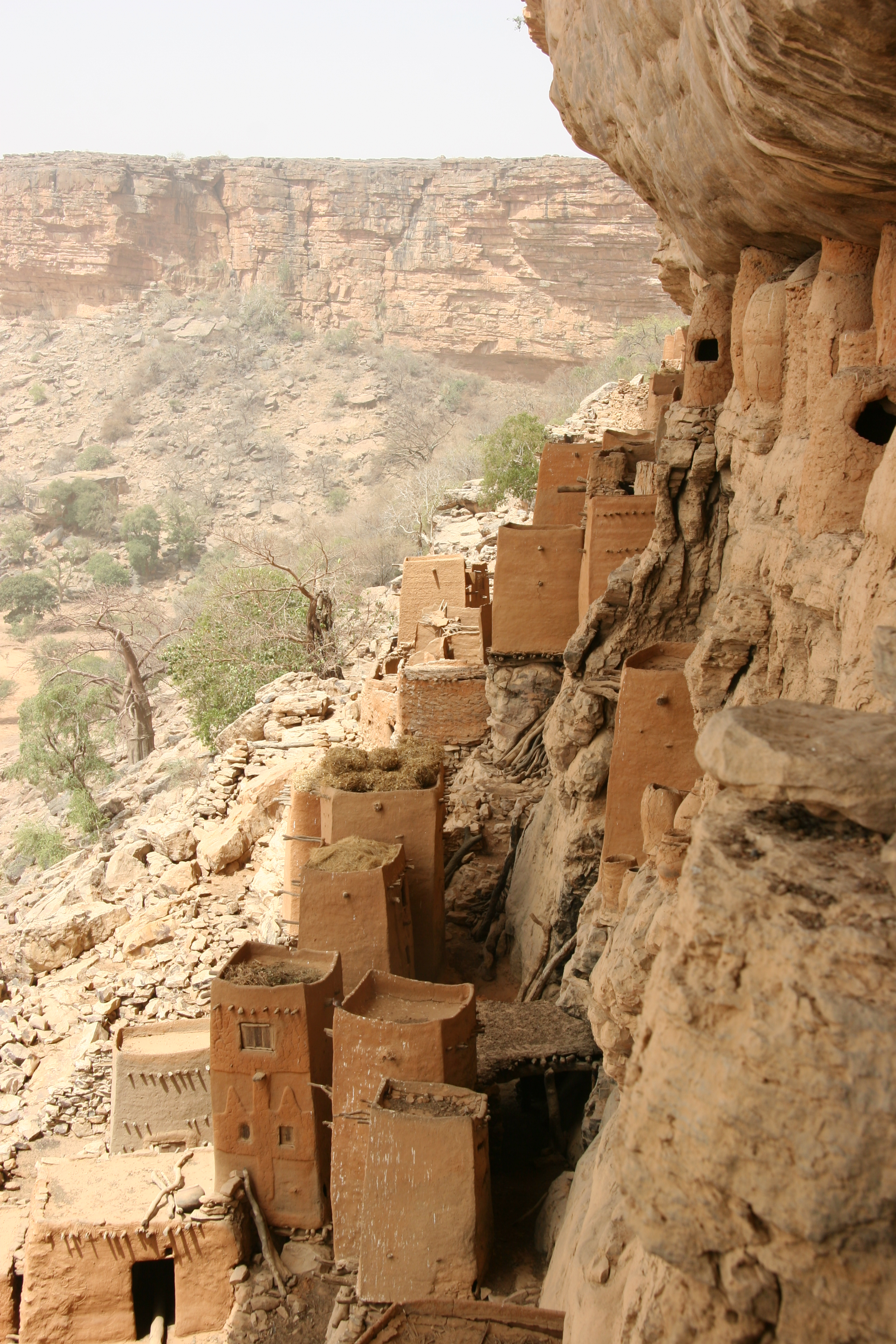
Догонське поселення в скелях